# Al-kútub as-Sitta
Al-Kútub as-Sitta (àrab: ٱلْكُتُب ٱلسِّتَّة, al-Kutub as-Sitta, ‘els Sis Llibres') són sis (originàriament, cinc) reculls d'hadits (dites o actes del profeta islàmic Mahoma), compilats per sis erudits musulmans sunnites del segle ix, uns dos segles després de la mort de Mahoma. Són a vegades referits com as-Sihah as-Sitta, ‘els Sis Autèntics' (àrab: الصحاح الستة, aṣ-Ṣiḥāḥ as-Sitta). Tot i que els cinc primers ja eren considerats obres bàsics, el primer en agrupar-los i definir-los formalment fou Ibn al-Qaysaraní en el segle xi, que agregà el Súnan d'Ibn Màjah a la llista. Des de llavors, tots sis llibres han gaudit d'una acceptació gairebé universal com a part del cànon oficial de l'islam sunnita.
Tanmateix, no tots els estudiosos de la jurisprudència sunnita estan d'acord sobre la inclusió del Súnan d'Ibn Màjah. En aquest sentit, els malikites i Alí ibn al-Athir consideren que el sisè llibre hauria de ser la Muwatta de Màlik ibn Anas. Tanmateix, la raó d'afegir el Súnan d'Ibn Màjah és que conté molts hadits que no n'apareixen en els altres cinc reculls, mentre que tots els hadits de la Muwatta ja apareixen en els altres llibres.

## Importància
Els musulmans sunnites veuen aquests sis grans reculls de hadits com els més importants, si bé l'ordre d'autenticitat varia entre les diferents escoles jurídiques o màdhhabs:
1. Sahih Bukharí, recopilat per l'imam Muhàmmad al-Bukharí (mort el 256 de l'Hègira, 870 del calendari gregorià), inclou 7.563 hadits (amb repeticions,[a] al voltant de 2.600 sense repeticions)[6][7]
2. Sahih Múslim, recopilat per Múslim ibn al-Hajjaj (mort el 261 de l'Hègira, 875 del calendari gregorià); inclou 7.500 hadits (amb repeticions, al voltant de 3.033 sense repeticions)[8][9]
3. As-súnan as-sughra, recopilat per an-Nassaí (mort el 303 de l'Hègira, 915 del calendari gregorià); inclou 5.270 hadits (amb repeticions)[10]
4. Súnan Abi-Dàwud, recopilat per Abu-Dàwud (mort el 275 de l'Hègira, 888 del calendari gregorià); inclou 5.274 hadits (amb repeticions)[11]
5. Súnan at-Tirmidhí, recopilat per at-Tirmidhí (mort el 279 de l'Hègira, 892 del calendari gregorià); inclou 4.400 hadits (incloent-hi repeticions, només 83 estan repetits)[12][13]
6. Segons les escoles:
  1. O bé Súnan Ibn Màjah, recopilat per Ibn Màjah (mort el 273 de l'Hègira, 887 del calendari gregorià), inclou 4.341 hadits (amb repeticions)[14]
  2. O bé Al-Muwatta, recopilat per l'imam Màlik ibn Anas (mort el 179 de l'Hègira, 795 del calendari gregorià), amb 1.720 hadits.[15]

Els dos primers, coneguts com «els Dos Sahihs», ‘els Dos Autèntics', com una indicació de la seua autenticitat, contenen uns 7.000 hadits en conjunt, sense comptar les repeticions, segons Ibn Hajar.

## Autors
D'acord amb la Cambridge History of Iran: «Després d'aquest període comença l'era dels autors dels sis reculls canònics d'hadits sunnites, tots els quals eren perses, amb a l'excepció de l'imam Màlik». Els autors de les sis col·leccions són:
1. Muhàmmad b. Isma'il al-Bukharí, autor del Sahih al-Bukharí, que va compondre al llarg de setze anys. Les fonts tradicionals citen al-Bukharí dient que no registrava cap hadit fins no fer l'ablució i resar. Al-Bukharí va morir a prop de Samarcanda l'any 869 o 870.
2. Múslim b. al-Hajjaj an-Nixaburí, que va morir a Nixapur el 874 o 875; el seu Sahih Múslim és segon en autenticitat només per darrere del d'al-Bukharí. Alguns erudits valoren l'autenticitat del Sahih Múslim com a major que la del Sahih al-Bukharí.
3. Abu-Dàwud Sulayman b. Àixath as-Sijistaní, un persa d'origen àrab, que va morir el 888–889.
4. Muhàmmad b. Issa at-Tirmidhí, autor del famós Súnan at-Tirmidhi, que fou deixeble d'al-Bukharí i va morir el 892–893.
5. Abu-Abd-ar-Rahman an-Nassaí, que era de Khorasan i va morir el 915–916.
6. Ibn Màjah al-Qazwiní, que va morir el 886–887.
7. Màlik ibn Anas, fill d'Anas ibn Màlik i Àliya bint Xurayk al-Azdiyya, nascut a Medina al voltant del 711.[18] En ordre cronològic, el seu treball fou compilat fins i tot abans que el Sahih al-Bukharí i, per tant, la Muwatta és tinguda en alta estima en la literatura islàmica.